# Nicolò Rovella
Nicolò Rovella (Segrate, 4 dicembre 2001) è un calciatore italiano, centrocampista della Lazio e della nazionale italiana.

## Caratteristiche tecniche
Centrocampista di formazione, può giocare sia come mezzala sia come regista o mediano e, all'occorrenza, anche come trequartista.
Piede destro naturale, è dotato di un'ottima tecnica individuale, un'ottima visione di gioco, una notevole eleganza nei movimenti e grande personalità. La sua intelligenza tattica lo rende abile tanto in fase difensiva quanto in fase offensiva.

## Carriera

### Club

#### Gli inizi, Genoa
Dopo aver militato per nove anni nell'Accademia Internazionale, con cui vince il prestigioso torneo giovanile della Gothia Cup, e per tre anni nell'Alcione, società entrambe dell'hinterland milanese, nell'estate del 2017 Rovella entra a far parte delle giovanili del Genoa; nello stesso anno, conquista il Torneo Internazionale Carlin's Boys e annesso titolo di miglior giocatore con la maglia rossoblù.
Fa il suo esordio tra i professionisti il 3 dicembre 2019, il giorno prima di compiere 18 anni, subentrando a Cassata nei minuti finali della partita del quarto turno di Coppa Italia vinta contro l'Ascoli. Il successivo 21 dicembre, esordisce anche in Serie A, entrando al posto di Filip Jagiełło, nel secondo tempo della gara esterna persa 0-4 contro l'Inter. Il 25 luglio 2020, in occasione della partita di ritorno contro i nerazzurri, gioca la sua prima partita da titolare in campionato.
Nella stagione successiva, viste anche le assenze di numerosi compagni, Rovella riesce a giocare con maggiore continuità, imponendosi nel centrocampo rossoblù. Il 28 gennaio 2021, il suo cartellino viene acquistato dalla Juventus per 18 milioni di euro (più 2 di bonus); i bianconeri tuttavia lasciano il centrocampista in prestito ai liguri per un anno e mezzo, fino al termine della stagione successiva.
Nella stagione 2021-2022 Rovella è vittima di alcuni problemi fisici che ne limitano l'impiego, fermandosi a 22 presenze. Inoltre, al termine del campionato, il Genoa retrocede in Serie B.

#### Juventus, Monza e Lazio
Concluso il prestito al Genoa si aggrega ufficialmente alla Juventus, con cui debutta il 15 agosto 2022 subentrando a Manuel Locatelli nel corso della vittoria interna contro il Sassuolo, valida per la prima giornata di campionato. Nonostante inizi la stagione giocando in tutte le prime uscite stagionali juventine, il successivo 31 agosto passa in prestito al Monza. in Brianza trova spazio come titolare, e l'8 aprile 2023 realizza la sua prima rete in Serie A oltreché tra i professionisti, nel pareggio esterno contro l'Udinese (2-2).
Rientrato inizialmente alla Juventus nell'estate 2023, il successivo 16 agosto viene ceduto in prestito biennale alla Lazio, con obbligo di riscatto fissato a 17 milioni di euro. Esordisce in maglia biancoceleste il 16 settembre 2023, in occasione della sconfitta esterna 3-1 in campionato proprio contro la Juventus, subentrando nell'intervallo a Danilo Cataldi; il 25 ottobre successivo, in occasione di un'altra sconfitta esterna 3-1, stavolta in UEFA Champions League contro il Feyenoord, fa il suo esordio nelle competizioni europee.

### Nazionale

#### Nazionali giovanili
Esordisce con l'Under-17 nel febbraio 2018, nella sfida amichevole contro la Repubblica Ceca e con la stessa nazionale partecipa all'europeo Under-17, arrivando a giocare la finale persa ai tiri di rigore contro l'Olanda. Fa invece il suo esordio con l'Under-19 il 14 agosto 2019, nella vittoria per 4-2 contro la Slovenia, e con questa totalizza 10 presenze, indossando anche la fascia da capitano.
Convocato per la prima volta in nazionale Under-21 dal commissario tecnico Paolo Nicolato, esordisce il 12 novembre 2020, giocando come titolare nella partita di qualificazione vinta per 2-1 contro l'Islanda a Reykjavík. Nel marzo del 2021 viene inserito nella lista dei 23 convocati per la fase a gruppi dell'europeo Under-21, ma nella seconda gara del girone, pareggiata contro la Spagna (0-0), viene espulso.
Nel ciclo successivo, il 29 marzo 2022, realizza il suo primo gol con l'Under-21 nella gara di qualificazione vinta 1-0 contro la Bosnia ed Erzegovina allo stadio Nereo Rocco di Trieste. Con altre due reti, entrambi su calcio di rigore, nelle partite del giugno successivo (una contro la Svezia e una contro l'Irlanda), contribuisce alla qualificazione degli azzurrini all'europeo di categoria del 2023. Nel giugno del 2023 viene incluso nella lista dei convocati per l'europeo Under-21, organizzato in Georgia e Romania, durante il quale gioca da titolare in tutte le tre partite del girone iniziale, che però gli azzurrini non riescono a superare.

#### Nazionale maggiore
Nel novembre del 2024, Rovella riceve la sua prima convocazione in nazionale maggiore, venendo incluso dal selezionatore Luciano Spalletti nella rosa per gli incontri di UEFA Nations League contro Belgio e Francia. Esordisce in maglia azzurra il 14 dello stesso mese, venendo schierato titolare nella vittoria per 1-0 contro i Diables Rouges a Bruxelles.

## Statistiche

### Presenze e reti nei club
Statistiche aggiornate al 25 maggio 2025.
| Stagione        | Squadra         | Campionato      | Campionato | Campionato | Coppe nazionali | Coppe nazionali | Coppe nazionali | Coppe continentali | Coppe continentali | Coppe continentali | Altre coppe | Altre coppe | Altre coppe | Totale | Totale |
| Stagione        | Squadra         | Comp            | Pres       | Reti       | Comp            | Pres            | Reti            | Comp               | Pres               | Reti               | Comp        | Pres        | Reti        | Pres   | Reti   |
| --------------- | --------------- | --------------- | ---------- | ---------- | --------------- | --------------- | --------------- | ------------------ | ------------------ | ------------------ | ----------- | ----------- | ----------- | ------ | ------ |
| 2019-2020       | Genoa           | A               | 2          | 0          | CI              | 1               | 0               | -                  | -                  | -                  | -           | -           | -           | 3      | 0      |
| 2020-2021       | Genoa           | A               | 20         | 0          | CI              | 2               | 0               | -                  | -                  | -                  | -           | -           | -           | 22     | 0      |
| 2021-2022       | Genoa           | A               | 21         | 0          | CI              | 1               | 0               | -                  | -                  | -                  | -           | -           | -           | 22     | 0      |
| Totale Genoa    | Totale Genoa    | Totale Genoa    | 43         | 0          |                 | 4               | 0               |                    | -                  | -                  |             | -           | -           | 47     | 0      |
| lug.-ago. 2022  | Juventus        | A               | 3          | 0          | CI              | 0               | 0               | UCL+UEL            | 0                  | 0                  | -           | -           | -           | 3      | 0      |
| ago. 2022-2023  | Monza           | A               | 25         | 1          | CI              | 2               | 0               | -                  | -                  | -                  | -           | -           | -           | 27     | 1      |
| 2023-2024       | Lazio           | A               | 23         | 0          | CI              | 3               | 0               | UCL                | 3                  | 0                  | SI          | 1           | 0           | 30     | 0      |
| 2024-2025       | Lazio           | A               | 33         | 0          | CI              | 2               | 0               | UEL                | 9                  | 0                  | -           | -           | -           | 44     | 0      |
| Totale Lazio    | Totale Lazio    | Totale Lazio    | 56         | 0          |                 | 5               | 0               |                    | 12                 | 0                  |             | 1           | 0           | 74     | 0      |
| Totale carriera | Totale carriera | Totale carriera | 127        | 1          |                 | 11              | 0               |                    | 12                 | 0                  |             | 1           | 0           | 151    | 1      |

### Cronologia presenze e reti in nazionale
| Cronologia completa delle presenze e delle reti in nazionale ― Italia | Cronologia completa delle presenze e delle reti in nazionale ― Italia | Cronologia completa delle presenze e delle reti in nazionale ― Italia | Cronologia completa delle presenze e delle reti in nazionale ― Italia | Cronologia completa delle presenze e delle reti in nazionale ― Italia | Cronologia completa delle presenze e delle reti in nazionale ― Italia | Cronologia completa delle presenze e delle reti in nazionale ― Italia | Cronologia completa delle presenze e delle reti in nazionale ― Italia |
| Data                                                                  | Città                                                                 | In casa                                                               | Risultato                                                             | Ospiti                                                                | Competizione                                                          | Reti                                                                  | Note                                                                  |
| --------------------------------------------------------------------- | --------------------------------------------------------------------- | --------------------------------------------------------------------- | --------------------------------------------------------------------- | --------------------------------------------------------------------- | --------------------------------------------------------------------- | --------------------------------------------------------------------- | --------------------------------------------------------------------- |
| 14-11-2024                                                            | Bruxelles                                                             | Belgio                                                                | 0 – 1                                                                 | Italia                                                                | UEFA Nations League 2024-2025 - 1º turno                              | -                                                                     | 79’                                                                   |
| 17-11-2024                                                            | Milano                                                                | Italia                                                                | 1 – 3                                                                 | Francia                                                               | UEFA Nations League 2024-2025 - 1º turno                              | -                                                                     | 67’                                                                   |
| 20-3-2025                                                             | Milano                                                                | Italia                                                                | 1 – 2                                                                 | Germania                                                              | UEFA Nations League 2024-2025 - Quarti di finale                      | -                                                                     | 52’ 64’                                                               |
| 6-6-2025                                                              | Oslo                                                                  | Norvegia                                                              | 3 – 0                                                                 | Italia                                                                | Qual. Mondiali 2026                                                   | -                                                                     | 46’                                                                   |
| Totale                                                                |                                                                       | Presenze                                                              | 4                                                                     |                                                                       | Reti                                                                  | 0                                                                     |                                                                       |

| Cronologia completa delle presenze e delle reti in nazionale ― Italia under 21 | Cronologia completa delle presenze e delle reti in nazionale ― Italia under 21 | Cronologia completa delle presenze e delle reti in nazionale ― Italia under 21 | Cronologia completa delle presenze e delle reti in nazionale ― Italia under 21 | Cronologia completa delle presenze e delle reti in nazionale ― Italia under 21 | Cronologia completa delle presenze e delle reti in nazionale ― Italia under 21 | Cronologia completa delle presenze e delle reti in nazionale ― Italia under 21 | Cronologia completa delle presenze e delle reti in nazionale ― Italia under 21 |
| Data                                                                           | Città                                                                          | In casa                                                                        | Risultato                                                                      | Ospiti                                                                         | Competizione                                                                   | Reti                                                                           | Note                                                                           |
| ------------------------------------------------------------------------------ | ------------------------------------------------------------------------------ | ------------------------------------------------------------------------------ | ------------------------------------------------------------------------------ | ------------------------------------------------------------------------------ | ------------------------------------------------------------------------------ | ------------------------------------------------------------------------------ | ------------------------------------------------------------------------------ |
| 12-11-2020                                                                     | Reykjavík                                                                      | Islanda under 21                                                               | 1 – 2                                                                          | Italia under 21                                                                | Qual. Europeo Under-21 2021                                                    | -                                                                              |                                                                                |
| 15-11-2020                                                                     | Differdange                                                                    | Lussemburgo under 21                                                           | 0 – 4                                                                          | Italia under 21                                                                | Qual. Europeo Under-21 2021                                                    | -                                                                              |                                                                                |
| 24-3-2021                                                                      | Celje                                                                          | Rep. Ceca under 21                                                             | 1 – 1                                                                          | Italia under 21                                                                | Europeo Under-21 2021 - 1º turno                                               | -                                                                              | 66’                                                                            |
| 27-3-2021                                                                      | Maribor                                                                        | Spagna under 21                                                                | 0 – 0                                                                          | Italia under 21                                                                | Europeo Under-21 2021 - 1º turno                                               | -                                                                              | 69’, 87’                                                                       |
| 31-5-2021                                                                      | Lubiana                                                                        | Portogallo under 21                                                            | 5 – 3 dts                                                                      | Italia under 21                                                                | Europeo Under-21 2021 - Quarti di finale                                       | -                                                                              | 75’                                                                            |
| 3-9-2021                                                                       | Empoli                                                                         | Italia under 21                                                                | 3 – 0                                                                          | Lussemburgo under 21                                                           | Qual. Europeo Under-21 2023                                                    | -                                                                              | 76’                                                                            |
| 7-9-2021                                                                       | Vicenza                                                                        | Italia under 21                                                                | 1 – 0                                                                          | Montenegro under 21                                                            | Qual. Europeo Under-21 2023                                                    | -                                                                              | 90+2’                                                                          |
| 8-10-2021                                                                      | Zenica                                                                         | Bosnia ed Erzegovina under 21                                                  | 1 – 2                                                                          | Italia under 21                                                                | Qual. Europeo Under-21 2023                                                    | -                                                                              | 46’                                                                            |
| 12-10-2021                                                                     | Monza                                                                          | Italia under 21                                                                | 1 – 1                                                                          | Svezia under 21                                                                | Qual. Europeo Under-21 2023                                                    | -                                                                              | 85’                                                                            |
| 12-11-2021                                                                     | Dublino                                                                        | Irlanda under 21                                                               | 0 – 2                                                                          | Italia under 21                                                                | Qual. Europeo Under-21 2023                                                    | -                                                                              |                                                                                |
| 16-11-2021                                                                     | Frosinone                                                                      | Italia under 21                                                                | 4 – 2                                                                          | Romania under 21                                                               | Amichevole                                                                     | -                                                                              | 62’                                                                            |
| 29-3-2022                                                                      | Trieste                                                                        | Italia under 21                                                                | 1 – 0                                                                          | Bosnia ed Erzegovina under 21                                                  | Qual. Europeo Under-21 2023                                                    | 1                                                                              | 87’                                                                            |
| 6-6-2022                                                                       | Differdange                                                                    | Lussemburgo under 21                                                           | 0 – 3                                                                          | Italia under 21                                                                | Qual. Europeo Under-21 2023                                                    | -                                                                              | 62’                                                                            |
| 9-6-2022                                                                       | Helsingborg                                                                    | Svezia under 21                                                                | 1 – 1                                                                          | Italia under 21                                                                | Qual. Europeo Under-21 2023                                                    | 1                                                                              | 88’                                                                            |
| 14-6-2022                                                                      | Ascoli Piceno                                                                  | Italia under 21                                                                | 4 – 1                                                                          | Irlanda under 21                                                               | Qual. Europeo Under-21 2023                                                    | 1                                                                              | 88’                                                                            |
| 22-9-2022                                                                      | Pescara                                                                        | Italia under 21                                                                | 0 – 2                                                                          | Inghilterra under 21                                                           | Amichevole                                                                     | -                                                                              | cap. 29’, 86’                                                                  |
| 26-9-2022                                                                      | Castel di Sangro                                                               | Italia under 21                                                                | 1 – 1                                                                          | Giappone under 21                                                              | Amichevole                                                                     | -                                                                              | cap. 82’                                                                       |
| 19-11-2022                                                                     | Ancona                                                                         | Italia under 21                                                                | 2 – 4                                                                          | Germania under 21                                                              | Amichevole                                                                     | -                                                                              | 90’                                                                            |
| 22-6-2023                                                                      | Cluj-Napoca                                                                    | Francia under 21                                                               | 2 – 1                                                                          | Italia under 21                                                                | Europeo Under-21 2023 - 1º turno                                               | -                                                                              | 75’                                                                            |
| 25-6-2023                                                                      | Cluj-Napoca                                                                    | Svizzera under 21                                                              | 2 – 3                                                                          | Italia under 21                                                                | Europeo Under-21 2023 - 1º turno                                               | -                                                                              | 71’                                                                            |
| 28-6-2023                                                                      | Cluj-Napoca                                                                    | Italia under 21                                                                | 0 – 1                                                                          | Norvegia under 21                                                              | Europeo Under-21 2023 - 1º turno                                               | -                                                                              | 71’                                                                            |
| Totale                                                                         |                                                                                | Presenze                                                                       | 21                                                                             |                                                                                | Reti                                                                           | 3                                                                              |                                                                                |